# Wassim Michael Haddad
Pour les articles homonymes, voir Haddad.
Wassim Michael Haddad est un scientifique et un ingénieur américain, spécialisé dans la recherche sur les systèmes dynamiques et l'automatique. Ses recherches conduisent à des percées fondamentales en mathématiques appliquées, en thermodynamique, en théorie de la stabilité, en contrôle robuste, en théorie des systèmes dynamiques et en neurosciences. Il est membre de la faculté de l'école d'ingénierie aérospatiale du Georgia Institute of Technology, où il occupe le rang de professeur et enseigne la discipline de la mécanique du vol et du contrôle. Il est membre de l'Academy of Nonlinear Sciences en reconnaissance de ses contributions exceptionnelles aux domaines de la théorie de la stabilité non linéaire, des systèmes dynamiques non linéaires et du contrôle non linéaire. Il est également membre de l'IEEE pour ses contributions aux systèmes de contrôle robustes, non linéaires et hybrides.

## Travaux Scientifiques

### Contrôle des structures fixes
Dans une série d'articles ,,,,
avec D. S. Bernstein et D. C. Hyland au milieu des années 1980 sur le sujet du "contrôle par projection optimale pour structures fixes", Haddad a résolu plusieurs problèmes importants concernant la conception de compensateurs et d'estimateurs d'ordre réduit optimaux pour les systèmes multivariables. Le cadre de contrôle à structure fixe de Haddad permet d'effectuer simultanément de multiples compromis de conception pour les systèmes multivariables par rapport à des contraintes concurrentes telles que le bruit du capteur, l'effort de contrôle, l'ordre du contrôleur, la robustesse, le rejet des perturbations, l'erreur quadratique moyenne, le taux d'échantillonnage et l'architecture du contrôleur. Cette approche fournit les fondements théoriques de la conception de contrôleurs "standard" qui englobent entièrement les objectifs de conception classiques de la théorie du contrôle multivariable. Ce travail a servi de base à de nombreux chercheurs dans les années 1990 pour aborder le probleme du contrôle pour les structures fixes par le biais des inégalités matricielles linéaires (LMI).

### Thermodynamique
L'ouvrage de Haddad, Thermodynamics : A Dynamical Systems Approach, Princeton, NJ : Princeton University Press, 2005,  développe un cadre théorique systémique nouveau et unique de la thermodynamique. La thermodynamique est l'une des disciplines fondamentales de la physique et de l'ingénierie, mais ses fondements ont manqué de rigueur et de clarté, comme l'a souligné avec beaucoup d'éloquence le mathématicien et philosophe naturel américain Clifford Truesdell. Au fil des ans, les chercheurs de la communauté des systèmes et du contrôle ont reconnu la nécessité de développer des bases solides pour la thermodynamique. Le livre de Haddad rassemble un vaste éventail d'idées et d'outils pour construire un cadre solide pour la thermodynamique. Il utilise la théorie de la dissipativité, les idées de stabilité de Liapounov et la théorie des systèmes positifs dans son travail. Son cadre reprend toutes les idées clés de la thermodynamique, y compris ses lois fondamentales, et permet d'harmoniser la thermodynamique classique avec la mécanique classique.
Selon Gérard Maugin, le livre de Haddad apporte une contribution fondamentale au domaine de la thermodynamique.

### Contrôle Robuste
Son travail est le premier à traiter de manière satisfaisante le problème alors ouvert sur la stabilité robuste et les problèmes de performance pour l'incertitude constante des paramètres réels dans la littérature via les fonctions de Lyapunov avec paramètres. Ce travail fournit une généralisation fondamentale de l'analyse et de la synthèse "mixte-μ" en termes de fonctions de Lyapunov et d'équations de Riccati. Cette recherche produit des percées théoriques avancées soutenant directement la pratique de l'ingénierie,,,,,.

### Contrôle adaptatif pour la pharmacologie clinique
Les travaux de Haddad dans ce domaine permettent de s'attaquer à l'un des problèmes les plus difficiles de la pharmacologie clinique. Il développe notamment des algorithmes de contrôle adaptatif et de réseaux de neurones pour l'anesthésie automatisée et la médecine des unités de soins intensifs. Ses algorithmes de contrôle adaptatif s'adaptent à la variabilité pharmacocinétique et pharmacodynamique interpatient et intrapatient et ont considérablement amélioré les résultats de l'administration de médicaments. Cette recherche sur le contrôle actif de la pharmacologie clinique est passée à la pratique clinique et améliore les soins médicaux, les soins de santé et la fiabilité des équipements de dosage des médicaments, et a un réel potentiel de réduction des coûts des soins de santé. Les réalisations de Haddad dans ce domaine ont une grande influence dans le domaine du génie biomédical. Ses résultats en pharmacologie clinique sont documentés dans,,,,,,